# University of Manchester
Die Universität Manchester (englisch The University of Manchester) ist eine führende britische Hochschule in Manchester im Nordwesten Englands. Sie gilt als eine der renommiertesten Universitäten im Vereinigten Königreich und hält in mehreren Rankings weltweit eine Spitzenposition inne. Mit 46.860 Studierenden war sie im Studienjahr 2022/2023 die drittgrößte Universität im Vereinigten Königreich; bezogen auf die Zahl der Angestellten (2021/2022: 10.980) war sie die fünftgrößte. Auch aufgrund von knapp 500 Studiengängen und einem jährlichen Budget von umgerechnet fast einer Milliarde Euro zählt sie zu den größten Hochschulen; sie erhält mehr Bewerbungen von Studenten als jede andere Institution im Land. Der Sunday Times zufolge besitzt Manchester eine „beeindruckende Reputation, die sich über viele Fächer spannt, insbesondere in den Natur-, Lebens-, Ingenieurs-, Wirtschafts- und Geisteswissenschaften“. Zu der Universität gehören unter anderem auch die Manchester Law School (gegründet 1872), die Manchester Medical School (gegründet 1874) und die Manchester Business School (gegründet 1965). Letztere war gemeinsam mit ihrem Pendant in London die erste Business School, die in Großbritannien MBA-Kurse anbot und zählt laut der Financial Times zu den 25 besten der Welt.
Die heutige Universität Manchester formierte sich im Jahr 2004 aus dem Zusammenschluss der Victoria University of Manchester (gegründet 1851 als Owens College, seit 1880 Universität mit Royal Charter) und der University of Manchester Institute of Science and Technology (UMIST) (gegründet 1824) und ist Mitglied des Elite-Verbundes Russell-Gruppe. Die Universität Manchester wurde ausgezeichnet als die University of the Year 2006. Dies folgte dem Preis Times Higher Education Supplement’s University of the Year 2005. Im Academic Ranking of World Universities 2008 wird Manchester als fünftbeste Hochschule in England und sechstbeste in Europa angeführt.
Die Universität bietet zahlreiche Studiengänge. Während ihrer rund 200-jährigen Geschichte brachte die Universität Manchester viele Pioniere und Wissenschaftler, darunter 25 Nobelpreisträger, mit bahnbrechenden Innovationen und Entdeckungen hervor: In Manchester wurde unter anderem das erste Mal ein Atomkern gespalten, mit dem Manchester Mark I einer der ersten Computer entwickelt und die Neoklassische Wirtschaftstheorie von William Stanley Jevons begründet. Zu den ehemaligen Professoren gehören John Dalton (Begründer der modernen Chemie), Bernard Lovell (Wegbereiter der Radioastronomie), Hans Geiger (Erfinder des Geigerzählers), Alan Turing (Vater der Informatik und Künstlichen Intelligenz), John Richard Hicks (Ökonom und Autor der Welfare Theory), Ludwig Wittgenstein (Philosoph), Paul Erdős (einer der bedeutendsten Mathematiker des 20. Jahrhunderts) und Anthony Burgess (berühmter englischer Literat).
Manchester kämpft seit 1886 in zahlreichen Sportarten mit den Universitäten Liverpool und Leeds um den „Christie Cup“, der nach den Oxford-Cambridge-Duellen als der älteste Universitätsvergleich gilt. Die drei aus dem 19. Jahrhundert stammenden Hochschulen firmierten in den Anfangsjahren gemeinsam als „Victoria University“, und dieser sportliche Vergleich dieser drei nordenglischen Universitäten ist bis heute erhalten geblieben.

## Zahlen zu den Studierenden und den Mitarbeitern
Im Studienjahr 2022/2023 nannten sich von den 46.860 Studenten der University of Manchester 26.720 weiblich (57,0 %) und 20.115 männlich (42,9 %). Von den 44.635 Studenten 2020/2021 waren 25.075 weiblich (56,2 %) und 19.555 männlich (43,8 %). 25.300 Studierende kamen aus England, 330 aus Schottland, 930 aus Wales, 380 aus Nordirland, 3.160 aus der EU und 14.465 aus dem Nicht-EU-Ausland. 28.990 der Studierenden (64,9 %) strebten ihren ersten Studienabschluss an, sie waren also undergraduates. 15.645 (35,1 %) arbeiteten auf einen weiteren Abschluss hin, sie waren postgraduates. Davon waren 3.865 in der Forschung tätig, was in der Regel in Rahmen einer Doktorarbeit erfolgt. Damit war die Universität auf Rang fünf der Universitäten mit den meisten Forschungsstudenten.
Von den 40.485 Studenten des Studienjahrens 2019/2020 waren 22.350 weiblich (55,2 %) und 18.135 männlich (44,8 %). 23.515 Studierende kamen aus England, 325 aus Schottland, 855 aus Wales, 385 aus Nordirland, 3.060 aus der EU und 12.275 aus dem Nicht-EU-Ausland. 15.335 (37,9 %) kamen nicht aus Großbritannien. 26.630 der Studierenden (65,8 %) waren undergraduates, 13.855 (34,2 %) postgraduates, 3.860 davon in der Forschung. 2017 waren es insgesamt 39.700 Studierende gewesen.
Mit einer Mitarbeiterzahl von 10.550 hatte die Universität 2020/2021 die fünftgrößte Zahl an Angestellten unter den Universitäten in Großbritannien. 2017 hatte sie rund 12.000 Mitarbeiter gehabt, 2019/2020 waren es 11.210.

## Alumni, berühmte Dozenten und Studenten

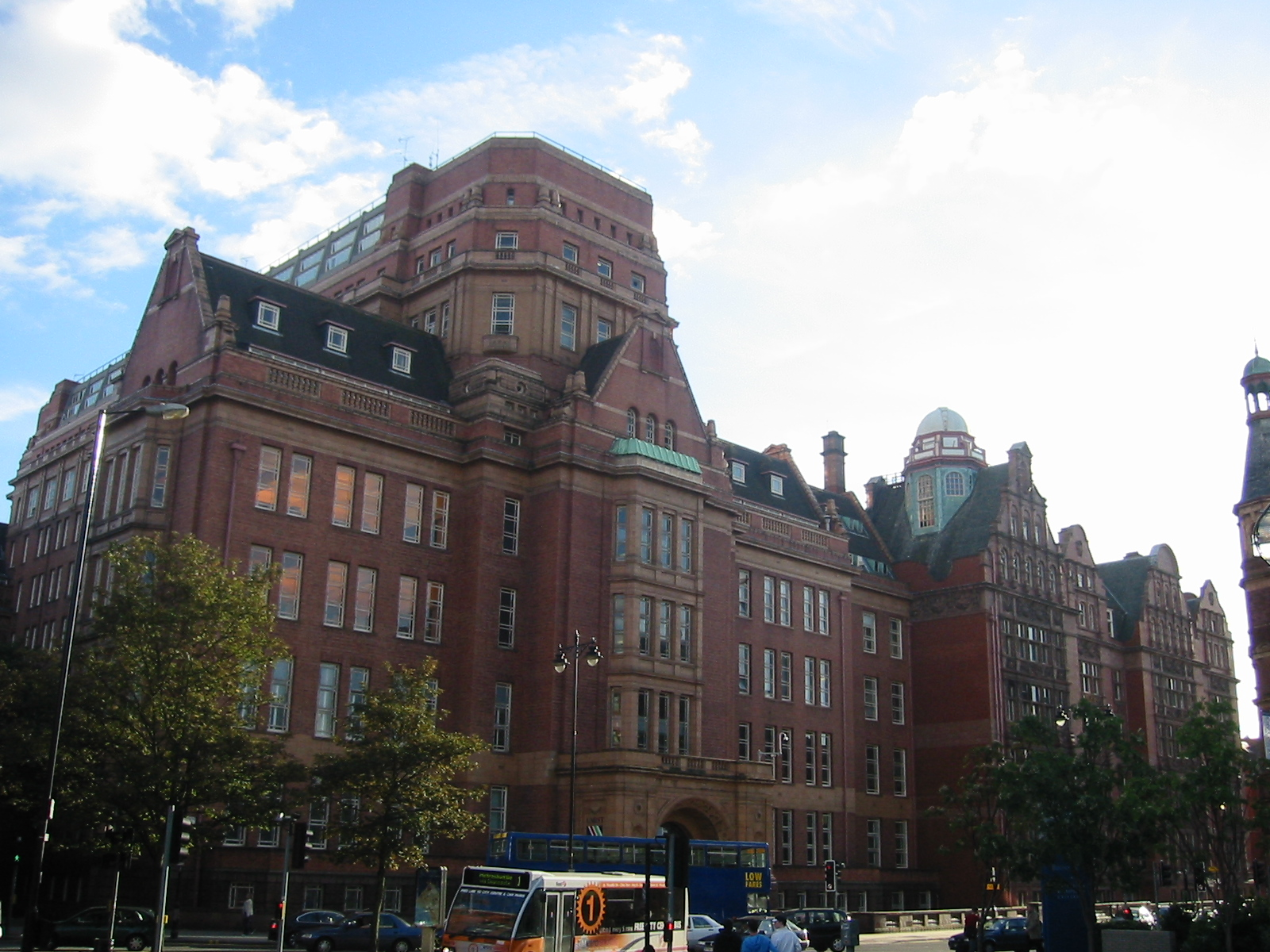
Hauptgebäude des City-Campus (ehemaliger UMIST Campus)

### Nobelpreisträger
- Joseph John Thomson (1856–1940), Physik 1906, für seine Forschungen über die elektrische Leitfähigkeit von Gasen (entdeckte das Elektron).
- Ernest Rutherford (1871–1937), Chemie 1908, für seine Forschung über radioactive Substanzen (spaltete das Atom)
- William Lawrence Bragg (1890–1971), Physik 1915, gemeinsam mit seinem Vater, William Henry Bragg (1862–1942), für seine Verdienste um die Erforschung der Kristallstrukturen mittels Röntgenstrahlen.
- Niels Bohr (1885–1962), Physik 1922, für seine Verdienste um die Erforschung der Struktur der Atome und der von ihnen ausgehenden Strahlung.
- Archibald Vivian Hill (1886–1977), Medizin 1922, für seine Entdeckungen auf dem Gebiet der Wärmeerzeugung der Muskeln.
- Charles Thomson Rees Wilson (1869–1959), Physik 1927, für die Entwicklung der nach ihm benannten Wilsonschen Nebelkammer zum Nachweis ionisierender Strahlung
- Arthur Harden (1865–1940), Chemie 1929, für seine Forschung über die Zuckervergärung und den Anteil der Enzyme an diesem Vorgang.
- James Chadwick (1891–1974), Physik 1935, für die Entdeckung des Neutrons.
- Walter Norman Haworth (1883–1950), Chemie 1937, für seine Forschungen über Kohlenhydrate und Vitamin C.
- George de Hevesy (1885–1966), Chemie 1943, für seine Arbeit über Isotope.
- Robert Robinson (1886–1975), Chemie 1947, für seine Untersuchungen über biologisch wichtige Pflanzenprodukte insbesondere Alkaloide.
- Patrick Blackett (1897–1974), Physik 1948, für die Weiterentwicklung der Anwendung der Wilsonschen Nebelkammer und seine damit gemachten Entdeckungen auf dem Gebiete der Kernphysik und der kosmischen Strahlung.
- Sir John Cockcroft (1897–1967), Physik 1951, für seine Pionierarbeit auf dem Gebiet der Atomkernumwandlung durch künstlich beschleunigte atomare Partikel.
- Alexander Robertus Todd (1907–1997), Chemie 1957, für seine grundlegende Arbeiten über die Gruppe der Nukleotide und Nukleotid-Coenzyme, deren Bauprinzip und chemische Funktionsweise.
- Melvin Calvin (1911–1997), Chemie 1961, für seine Forschung über Karbondioxide Assimilation bei Pflanzen.
- Hans Bethe (1906–2005), Physik 1967, für seinen Beitrag zur Theorie für Nukleare Reaktionen.
- John Hicks (1904–1989), Wirtschaft 1974, für seine Pionierarbeit im Bezug auf die Allgemeine Gleichgewichtstheorie und die Wohlfahrtstheorie.
- Nevill Francis Mott (1905–1996), Physik 1977, für die grundlegenden theoretischen Leistungen zur Elektronenstruktur in magnetischen und ungeordneten Systemen.
- Sir William Arthur Lewis (1915–1991), Wirtschaft 1979, für seine Pionierarbeit über wirtschaftlichen Fortschritt in Entwicklungsländern.
- John C. Polanyi (* 1929), Chemie 1986, für seine Mitwirkung betreffend der Dynamik chemischer Elementarprozesse.
- Michael Smith (1932–2000), Chemie 1993, für seine grundlegenden Beiträge zur Etablierung der Oligonukleotid-basierenden, ortsspezifischen Mutagenese der Desoxyribonukleinsäure (DNA) und seiner Entwicklung für Proteinstudien.
- Joseph E. Stiglitz (* 1943), Wirtschaft 2001, für seine Analysen zu den Märkten mit asymmetrischen Informationen. Ehemaliger Senior Vice President und Chefvolkswirt der Weltbank. Momentan ist er Professor an der Columbia-Universität und leitet das Brooks World Poverty Institute (BWPI) an der Universität von Manchester.
- John E. Sulston (1942–2018), Medizin 2002, für seine Forschungsarbeiten auf dem Gebiet der genetischen Regulierung der Organentwicklung und des programmierten Zellsterbens. Ab 2007 wird Sir Sulston in der Fakultät für Lebenswissenschaft in Manchester lehren.
- Andre Geim (* 1958) und Konstantin Novoselov (* 1974), Physik 2010, für ihre grundlegenden Arbeiten über das Graphen, eine Modifikation des Kohlenstoffs.

### Politiker

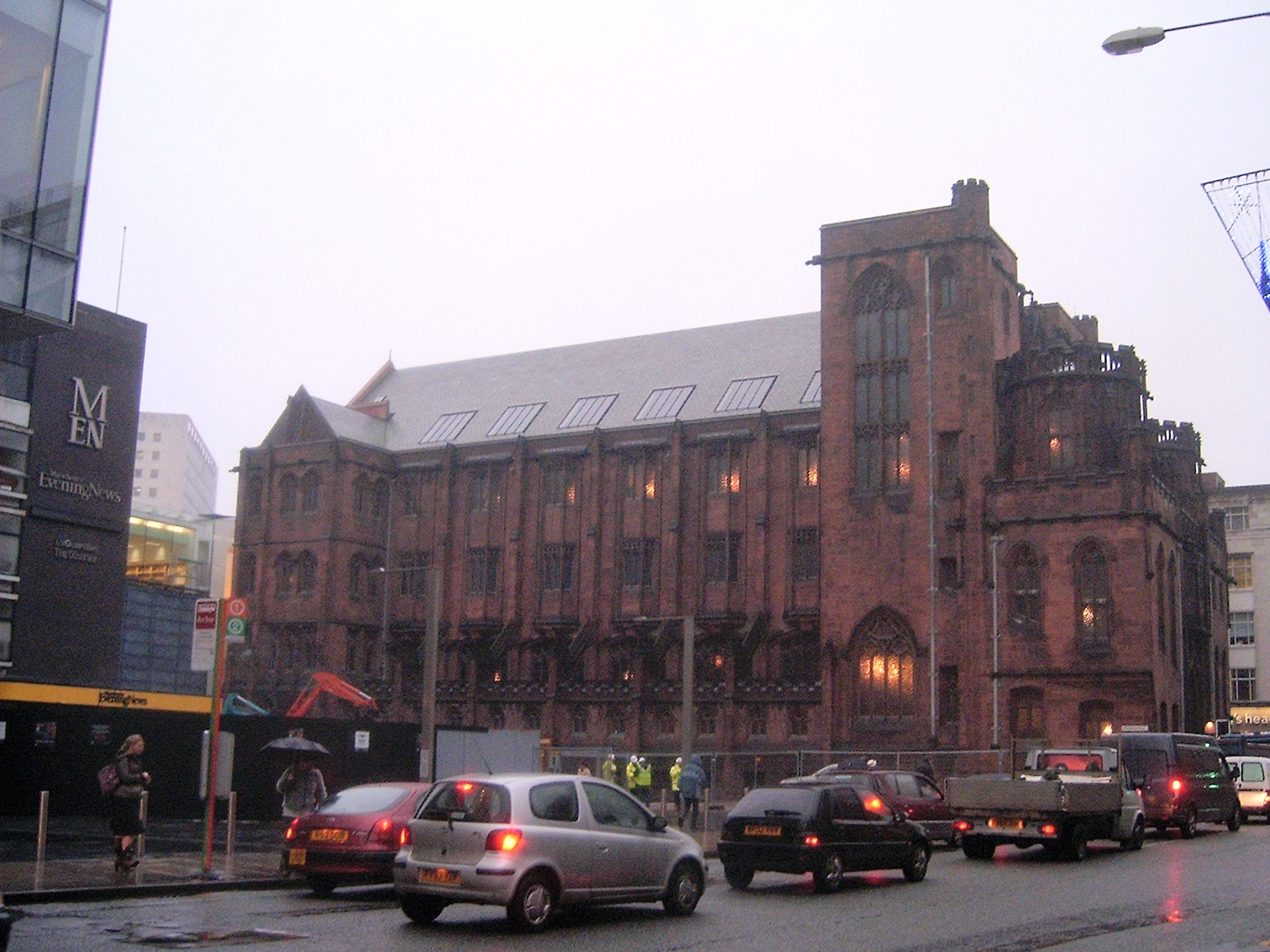
John Rylands Bibliothek bei Deansgate

- Amani Abou-Zeid, Kommissarin der Afrikanischen Union für Infrastruktur und Energie seit 2017
- Margaret Beckett (* 1943), Außenministerin des Vereinigten Königreichs
- Joseph Borġ (* 1952), Politiker aus Malta und EU-Kommissar für Fischerei und maritime Angelegenheiten
- Ólafur Ragnar Grímsson (* 1943), Präsident von Island
- Teo Chee Hean, Verteidigungsminister von Singapur
- Jamaluddin Jarjis, Wissenschaftsminister von Malaysia
- Kevin G. Lynch, „Clerk of the Privy Council and Secretary to the Cabinet“ in Kanada
- Said Musa (* 1944), Premierminister von Belize
- George Maxwell Richards (1931–2018), Präsident von Trinidad und Tobago
- Christopher Tufton, Landwirtschafts- und Fischereiminister von Jamaika
- Chaim Weizmann (1874–1952), erster Staatspräsident von Israel
- Atifete Jahjaga (* 1975), Präsidentin von Kosovo

### Wirtschaft

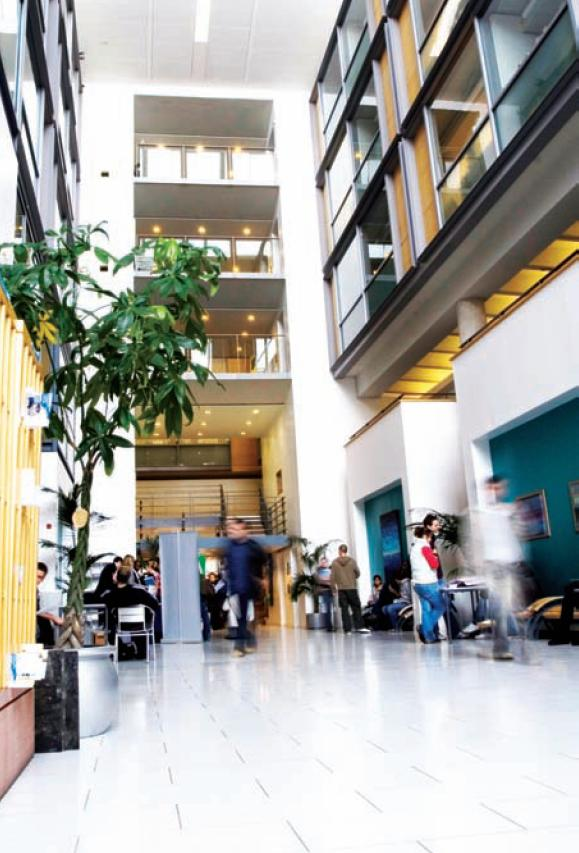
Atrium des Manchester Business School (MBS) East Gebäudes

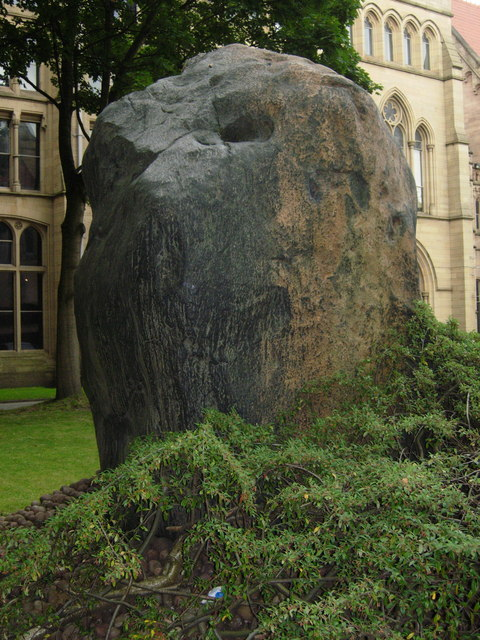
Findling auf dem Universitätsgelände

- Richard Anao, Vorsitzender des Nigerian Accounting Standards Board
- Don Cruickshank (* 1944), Vorsitzender von SMG plc und ehemaliger Chef der London Stock Exchange
- Andy Duncan, CEO von Channel 4
- Keith Edelman, Managing Director von FC Arsenal
- Reinhard Goerdeler (1922–1996), Chairman von KPMG
- Rijkman Groenink, CEO von ABN AMRO
- Robert H. Herz, Chef des US Financial Accounting Standards Board (FASB)
- William Stanley Jevons, Nationalökonom
- Sir Terry Leahy, CEO von Tesco, Englands größte und erfolgreichste Supermarktkette
- Michael D. Parker, CEO von British Nuclear Fuels
- Brian Quinn, ehemaliger Chef von der Bank of England und Vorsitzender von Celtic Glasgow
- Paul Skinner, CEO von Rio Tinto Group
- Vijit Supinit, Vorsitzender der Stock Exchange of Thailand
- Andreas Vranas, Vize-Governor der National Bank of Greece

### Sonstige
- Samuel Alexander, Philosoph
- Teresa K. Attwood (* 1959), Bioinformatikerin und Biokuratorin
- Susan Bailey (* 1950), Psychiaterin und Hochschullehrerin
- Robert Bolt (1924–1995), zweifacher Oscarpreisträger und dreimaliger Golden-Globe-Gewinner, schrieb die Drehbücher für Lawrence von Arabien und Doktor Schiwago
- Arthur Whitten Brown (1886–1948), war neben dem Piloten John Alcock der Navigator des ersten erfolgreichen Nonstopflugs über den Atlantik
- John Dalton (1766–1844), Chemiker und Naturforscher, Begründer der modernen Chemie
- Carole Goble (* 1961), Informatikerin und Hochschullehrerin
- Norman Foster (* 1935), berühmter und mehrfach ausgezeichneter Architekt (u. a. für die Arbeiten am deutschen Reichstag)
- Max Gluckman (1911–1975), Rhodes Scholar und bekannter Anthropologe, gründete die Manchester School of Anthropology

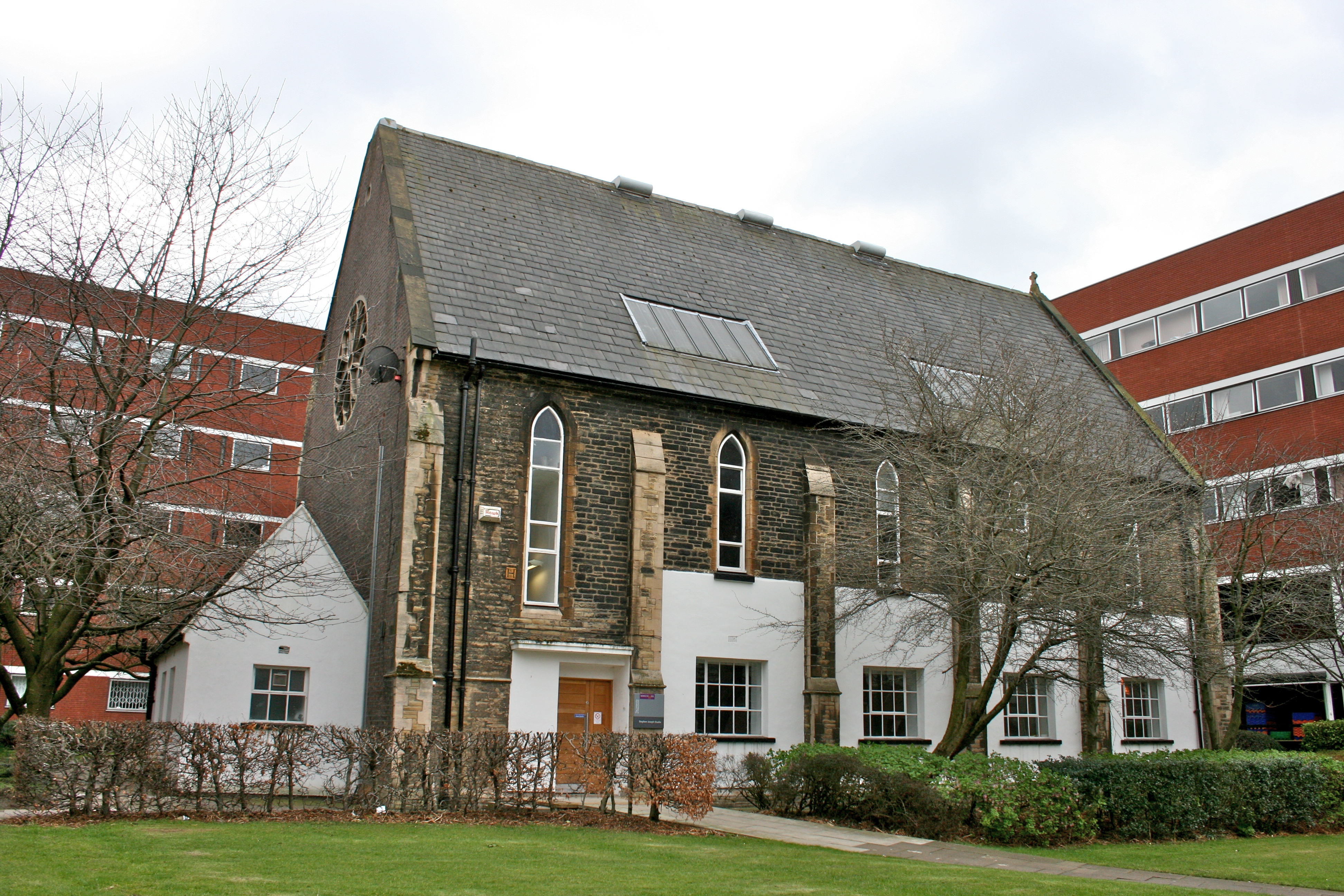
Das Stephen Joseph Studio oder deutsche protestantische Kirche

- Irene Khan (* 1956), Leiterin von Amnesty International
- Horace Lamb, Mathematiker
- Alexander Macklin (1889–1967), Mediziner und Teilnehmer an der Endurance-Expedition (1914–1917)
- Sir John Maddox (1925–2009), Herausgeber der Fachzeitschrift Nature für 22 Jahre
- Lewis Namier (1888–1960), renommierter Historiker
- Jacob Plange-Rhule (1957–2020), ghanaischer Mediziner
- Osborne Reynolds, Ingenieur, 1857 bis 1886 Professor für Ingenieurswesen am Owens College, siehe auch Reynolds-Zahl
- Henry Enfield Roscoe (1833–1915), britischer Chemiker, ab 1857 Professor der Chemie am Owens College
- Sana Salous (* 1955), palästinensische Ingenieurin
- Carl Schorlemmer (1834–1892), deutscher Chemiker, ab 1874 Professor für organische Chemie am Owens College
- Arthur Schuster (1851–1934), Naturforscher und Mathematiker, studierte am Owens College, dort 1881 bis 1888 Professor der angewandten Mathematik, ab 1888 Professor der Physik
- Beatrice Shilling OBE (1909–1990) Luftfahrtingenieurin, Motorradrennfahrerin und Sportwagenrennfahrerin
- Lemn Sissay (* 1967), Autor, Dichter, war von 2015 bis 2022 Kanzler der Universität[19]
- The Hon. Mr. Justice Peter Smith (* 1952), von 1977 bis 1983 Dozent für Recht an der Universität Manchester, 2002 bis 2017 Richter am High Court of Justice
- Alan J. P. Taylor (1906–1990), renommierter Historiker
- Alan Turing (1912–1954), Logiker und Mathematiker
- Joan E. Walsh (1923–2017), Mathematikerin und Hochschullehrerin
- Ludwig Wittgenstein (1889–1951), österreichischer Philosoph

## Gliederung
Die Universität Manchester ist mit Stand 2021 in drei Fakultäten gegliedert:

- Biologie, Medizin und Gesundheit (Biology, Medicine and Health)
- Wissenschaft und Ingenieurswesen (Science and Engineering), wo unter anderem Informatik, Mathematik, Physik und Chemie eingegliedert sind
- Geisteswissenschaften (Humanities), wozu hier auch Wirtschaft, Sprachen und Pädagogik gerechnet werden